# Steatoda lawrencei
Steatoda lawrencei là một loài nhện trong họ Theridiidae.
Loài này thuộc chi Steatoda. Steatoda lawrencei được Paolo Marcello Brignoli miêu tả năm 1983.